# Le Mont Chef
Le Mont Chef (頭山, Atama Yama) est un court métrage d'animation de Kōji Yamamura de dix minutes réalisé en 2002.

## Synopsis
Un homme collectionne tous les objets qu'il trouve. Il récolte un jour une vingtaine de cerise qu'il mange. Pour ne pas gaspiller, il avale aussi les noyaux.
Une pousse apparait sur sa tête. Il la coupe, mais elle repousse, toujours plus grande. Il décide un jour d'arrêter de la couper. L'hiver passe, et au printemps, il a un cerisier en fleur sur la tête. Des personnes viennent s'amuser autour de l'arbre, urinent contre le tronc, laissent des détritus. Énervé par ce rassemblement, l'homme arrache l'arbre. L'arbre laisse place à un trou, qui se remplit d'eau, et de nouveau des personnes se rassemblent autour de la mare ainsi formée. À nouveau énervé, l'homme se met à courir, et atteint à son tour la mare du somment de sa tête, produisant une mise en abyme. L'homme se jette dans la mare et meurt.

## Autour du film
Il s'agit d'une adaptation animée d'un rakugo portant le même nom, relatant l'histoire d'un vieil homme si radin, qu'il en vient à manger des noyaux de cerises. La narration est faite par un rakugoka, donnant une ambiance particulière à ce film.
La technique utilisée est du dessin traditionnel, colorié, monté et animé sur ordinateur.
Ce film obtient différents prix dans les festivals d'animation autour du monde. Dont un prix au Festival international du film d'animation d'Annecy.
Dans le générique de fin, Koji Yamamura remercie Takeshi Mabuchi, Co Hoedeman et Reiji Kitazato.

## Fiche technique
- Direction, conception et édition : Koji Yamamura ;
- Animation : Koji Yamamura et Chie Arai ;
- Finition et 2D CGI : Koji Yamamura, Sanae Yamamura et Miho Yata ;
- Script : Shoji Yonemura ;
- Narration et shamisen : Takeharu Kunimoto ;
- Musique : Takeharu Kinimoto (Syzygys) ;
- Orgue : Hitomi Shimizu ;
- Violon : Horomi Nishida ;
- Design sonore : Koji Kasamatsu ;
- Effets sonores et design : Yoshiki Matsunaga ;
- Enregistrement de la voix : Bruno Metzger.

## Récompenses
- Grand prix (Annecy Cristal) au Festival international du film d'animation d'Annecy en 2003
- Grand prix au 16e Animafest Zagreb
- Grand prix au 10e Festival international du film d'animation d'Hiroshima
- Mediawave 2003 : grand prix (Prize International Competition Animated Film)
- 15th Filmfest Dresden
- The « RICA » grand prix for best animated short film
- Rencontres Internationales du Cinéma d'Animation de Wissembourg : best film animation
- Festival internacional de filmets de Badalona : Best Short Animated Film
- Prix du meilleur court-métrage au 2e Festival international de film d'animation de Třeboň (AniFest), Tchéquie, mai 2003[1]
- Ars Electronica Festival : Silver Dove
- The 46th International Leipzig Festival for Documentary and Animated Film : Silver Jaberrwocky0

- Etiuda et Anima 2005 : deux prix
- Festival Internazionale Cinema d'Animazione e Fumetto 2004 : special jury award
- Chiavari international animated film festival : special jury prize
- 8th I Castelli Animati : special jury prix
- The International Animated Film Festival in Vilnius : excellence prize
- 2002 (6th) Agence pour les Affaires culturelles Media Arts Festival : excellence prize
- Interfilm 19 short film festival Belrin : Guilty Pleasures from each member of the jury (from Konstantin Bronzit)
- Holland Animation Film Festival : best animation selected by the Jury
- Kinofilm 8th Manchester International Short Film festival : prix du public for the best short film
- 9th Cinéma tout écran Festival : best soundtrack creation award
- Festival international du court métrage de Clermont-Ferrand : mention spéciale
- 19th International Short Film Festival Berlin : special mention
- 12 Internationales Trickfilm-Festival Stuttgart